# Derek Elley
Derek Elley (1955) è un critico cinematografico e scrittore statunitense, noto per essere stato il principale redattore di film della rivista Variety.
Con oltre 1200 recensioni al dicembre 2014 riportate da Rotten Tomatoes, Elley è specializzato nell'analisi e nella critica del cinema asiatico, motivo per cui venne assunto dalla Film Business Asia come capo-redattore dopo l'addio a Variety nel 2010.

## Biografia
Elley è stato critico musicale negli anni 1970 e 1980, redigendo anche l'International Music Guide. Nel 1986 pubblicò Dimitri Tiomkin: The Man and His Music, una biografia su Dimitri Tiomkin, in collaborazione con il National Film Theatre e il British Film Institute. Nel 1977 Elley ha scritto World Filmography con Peter Cowie, cominciando poi a redigere le guide cinematografiche annuali per Variety dagli anni 1990.
Nel 2013, sotto l'editore Routledge, pubblicò The Epic Film: Myth and History, un'analisi dettagliata della realizzazione e della storia dei film epici.